# Filèmon de Colosses
Filèmon grec antic: Φιλήμων), de vegades Filemó, va ser un dels primers cristians a l'Àsia Menor i destinatari d'una carta privada de Pau de Tars. Aquesta carta es coneix com a Carta a Filèmon al Nou Testament. És venerat com a sant per diverses esglésies cristianes amb la seva dona Àpfia.
Filèmon era un cristià ric i un ministre (possiblement un bisbe) de l'església domèstica que es reunia a casa seva.
| « | Pau, presoner per causa de Jesucrist, i el germà Timoteu, a Filèmon, el nostre estimat col·laborador, a la germana Àpfia, a Arquip, company nostre en el combat, i a l'església que es reuneix a casa teva. ［Flm 1:1-2］ | » |

El Menaion del 22 de novembre parla de Filèmon com a sant apòstol que, en companyia d'Àpfia, Arquip i Onèsim, havia estat martiritzat a Colosses durant la primera persecució general en el regnat de Neró.
A la llista dels Setanta deixebles atribuïda a Doroteu de Tir, Filèmon es descriu com a bisbe de Gaza.